# Plaza Mayor
Plaza Mayor (Hlavní náměstí) je madridské centrální náměstí, které bylo vybudováno za vlády krále Filipa III. (1598–1621). Nachází se jen pár bloků od jiného známého madridského náměstí, Puerta del Sol. Plaza Mayor má tvar obdélníku o rozměrech 129×94 m a je obklopeno třípatrovými residenčními domy s celkem 237 balkóny. Náměstí má celkem devět přístupových cest. Dominantou náměstí je dům nazvaný Casa de la Panadería (Pekařství).

## Historie

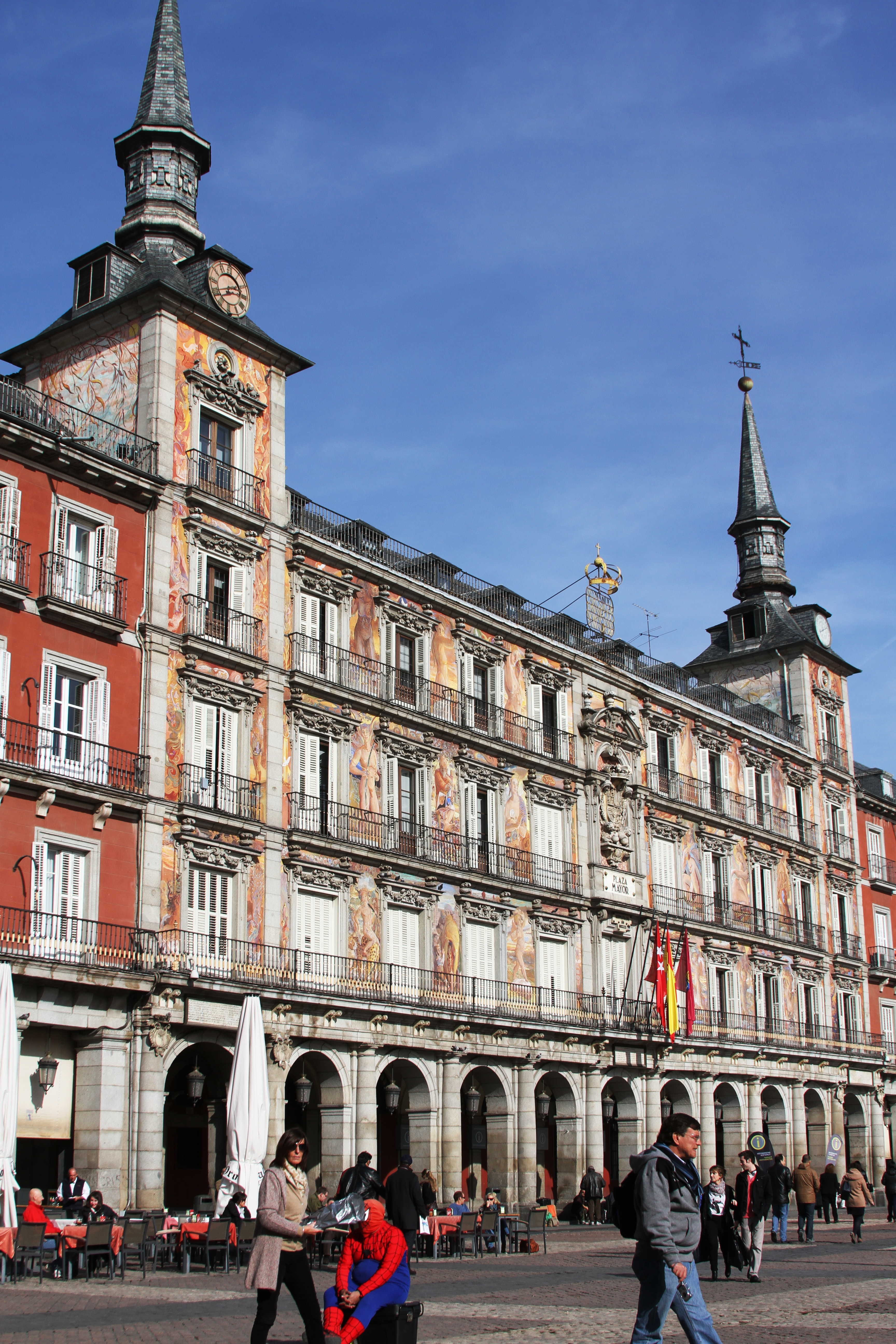
Casa de la Panadería

Historie náměstí sahá do roku 1577, kdy král Filip II. oslovil věhlasného renesančního architekta Juana de Herrera, aby vytvořil plán na přebudování rušného a chaotického náměstí Plaza del Arrabal. Juan de Herrera navrhl první projekt na přebudování Plaza del Arrabal již v roce 1560, ale stavební práce nezačaly dříve než v roce 1617 za vlády Filipa III. Dalším králem osloveným architektem byl Juan Gómez de Mora. Ten v projektu pokračoval a roku 1619 dokončil portiky. Dnešní tvář náměstí je nicméně dílem jiného architekta. Po sérii ničivých požárů z roku 1790 připadla rekonstrukce náměstí architektu Juanu de Villanueva. Jezdeckou sochu Filipa III. vytvořil Giambologna již v roce 1616, na náměstí však byla umístěna až roku 1848.

## Jméno

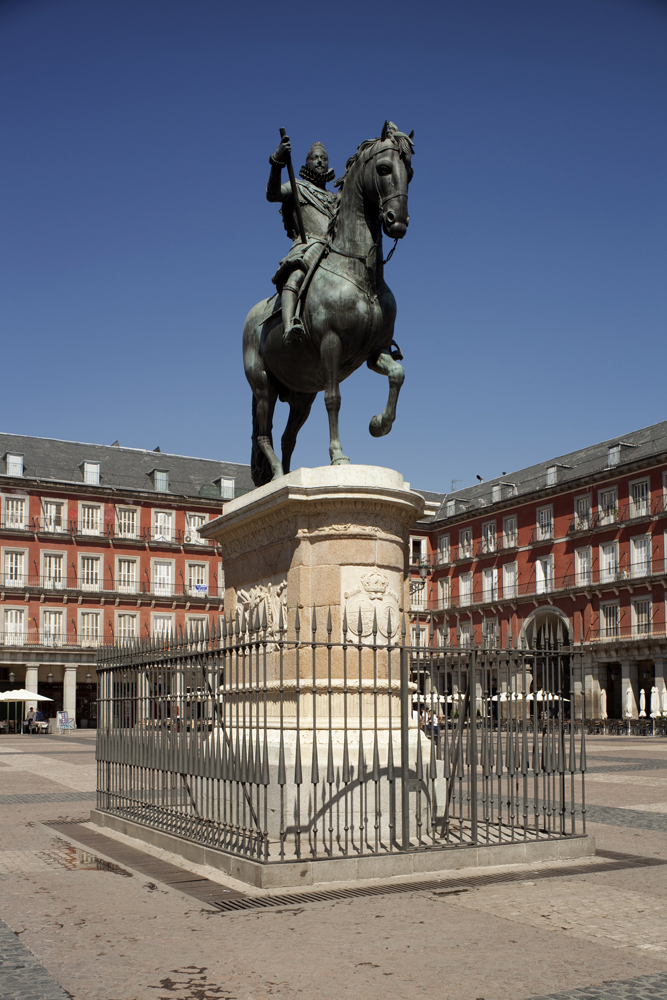
Socha Filipa III.

Jméno náměstí se během historie několikrát měnilo. Původně se nazývalo Plaza de Arrabal, ale ve známost vešlo jako Plaza Mayor.
Podle dekretu z roku 1812 se všechna velká španělská náměstí přejmenovala na Plaza de la Constitución (Náměstí ústavy) na počest ústavy z roku 1812. Tento název náměstí neslo až do restaurace Bourbonů roku 1814, kdy se náměstí přejmenovalo na Plaza Real (Královské náměstí). Název “Plaza de la Constitución” náměstí znovu neslo v letech 1820 až 1823, 1833 až 1835 a 1840 až 1843.
V roce 1873 se název změnil na Plaza de la República (Náměstí republiky) a poté zpátky na Plaza de la Constitución, který neslo od restaurace Alfonse XII. roku 1876 do diktatury Miguela Primo de Rivery roku 1922. Vyhlášení druhé španělské republiky náměstí opět vrátilo název Plaza de la Constitución, který neslo až do konce španělské občanské války, kdy bylo přejmenováno na dnešní Plaza Mayor.

## Využití
Plaza Mayor mělo během své historie celou řadu využití: trhy, býčí zápasy, hraní fotbalu, veřejné popravy a v době působení španělské inkvizice i tzv. „autos da fe“ proti domnělým kacířům a popravy těch, kteří byli odsouzeni k smrti. Plaza Mayor má pod svými portiky řadu kaváren a tradičních starých obchodů. Konají se zde také oslavy svátku sv. Isidora, patrona Madridu. Dnes je Plaza Mayor jednou z hlavních turistických atrakcí města, kterou ročně navštíví tisíce turistů.

## Socha Filipa III.
Uprostřed náměstí stojí bronzová jezdecká socha krále Filipa III. z roku 1616, kterou společně vytvořili Giambologna a Pietro Tacca.

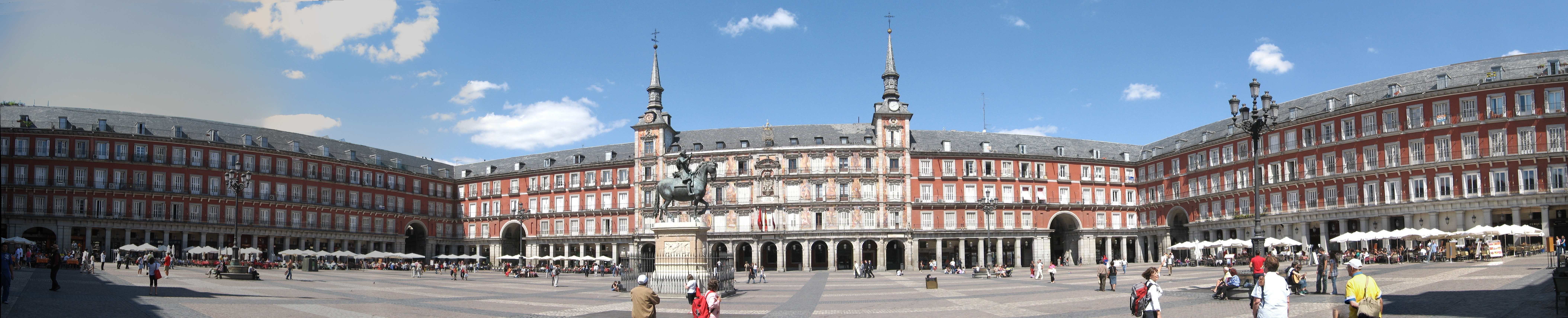